# Le Mariage aux lanternes

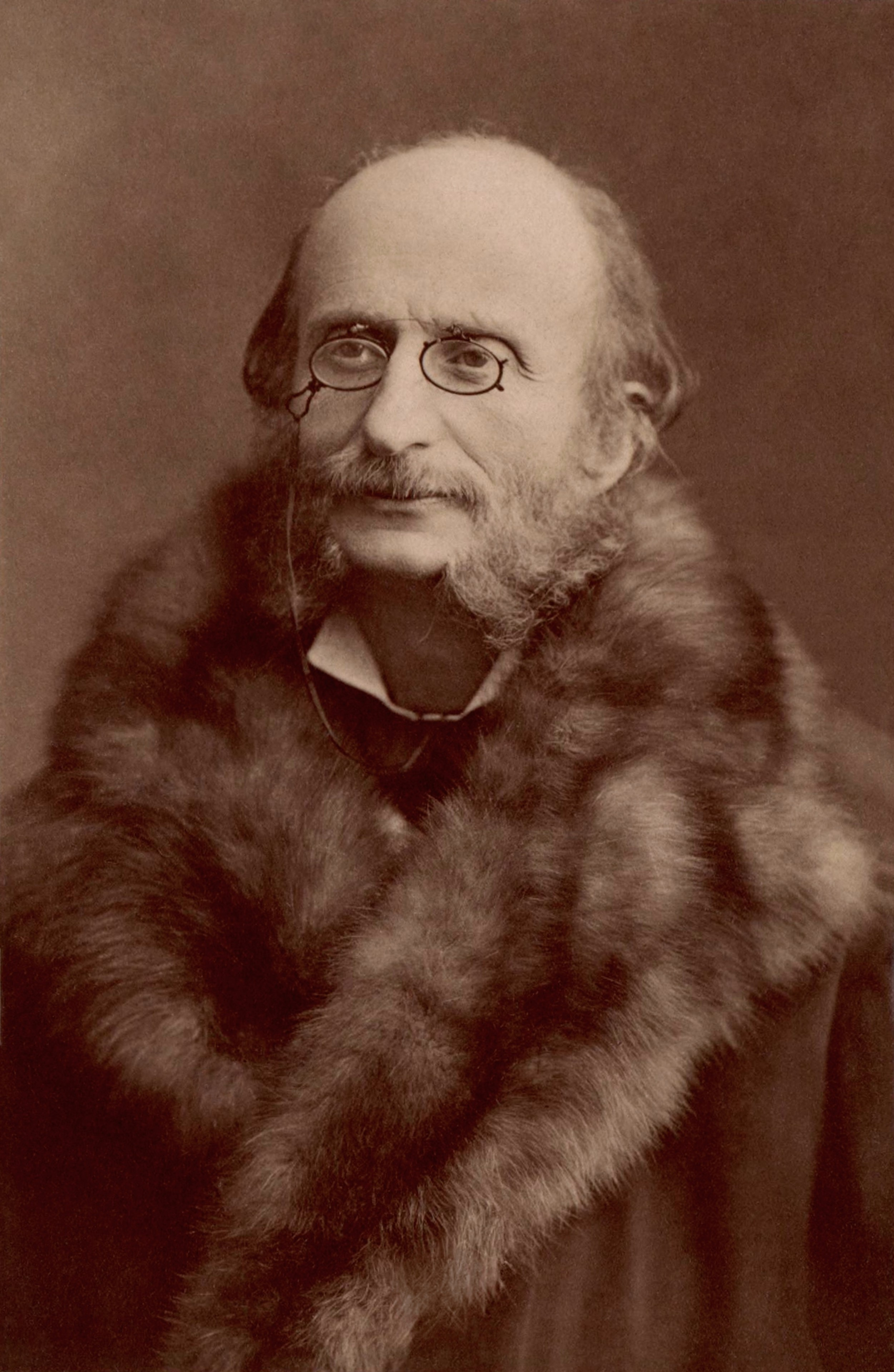
Jacques Offenbach

Le Mariage aux lanternes (Förlovning vid lyktsken) är en operett i en akt med musik av Jacques Offenbach och libretto av Michel Carré och Léon Battu.

## Historia
Operetten framfördes första gången den 10 oktober 1857 i Salle Choiseul på Théâtre des Bouffes Parisiens i Paris. Verket var en omarbetning av Le trésor à Mathurin, med text av Battu (1829–57), som hade haft en framgångsrik engångsföreställning i Salle Herz i Paris den 7 maj 1853 men som gått förlorad.
|
Efter premiären av Le Mariage aux lanternes sattes verket upp i Berlin och Wien 1858; Prag, Graz och Budapest 1859; London, New York, Bryssel, 'och Stockholm 1860 (med titeln 'Förlovning vid lyktsken'); Moskva 1871 och Milano 1875. Den fick nyuppsättningar på Opéra-Comique 1919; Stockholm 1927 och Berlin 1930.
Verket går i Offenbachs mer pastorala och sentimentala stil snarare än hans samtida 'bouffonerie'.

## Personer
| Roller             | Röststämma | Premiärbesättning 10 oktober 1857, (Dirigent: Jacques Offenbach ) |
| ------------------ | ---------- | ----------------------------------------------------------------- |
| Catherine          | sopran     | Marie Dalmont                                                     |
| Denise             | sopran     | Maréchal                                                          |
| Fanchette          | sopran     | Lise Tautin                                                       |
| Guillot            | tenor      | Paul Geoffroy                                                     |
| Le garde-champêtre | talroll    | Antognini                                                         |

## Handling
Den unge bonden Guillot hyser känslor för sin föräldralösa kusin Denise. Hon har anförtrotts honom av deras farbror Mathurin. Guillot döljer sina känslor genom att behandla henne hårt. Båda skriver till sin farbror: han ber om pengar, hon om råd. Två skvallertanter, Catherine och Fanchette, gör narr av den velige bonden, men när han får ett brev från farbrodern i vilket det står om en skatt som kan återfinns under ett träd när kyrkklockan slår tolv, bestämmer sig de båda änkorna för att vinna Guillots gunst.
Vid midnatt kommer Denise in läsande ett brev från farbrodern där hon får veta att hon ska finna en god make under ett stort träd. Hon somnar. Guillot anländer med spade och lykta. Han hör Denise säga hans namn i sömnen och inser att hon är farbroderns utlovade skatt. I lyktskenet förlovar de sig till de båda änkornas olycka.